# Ursus Bus

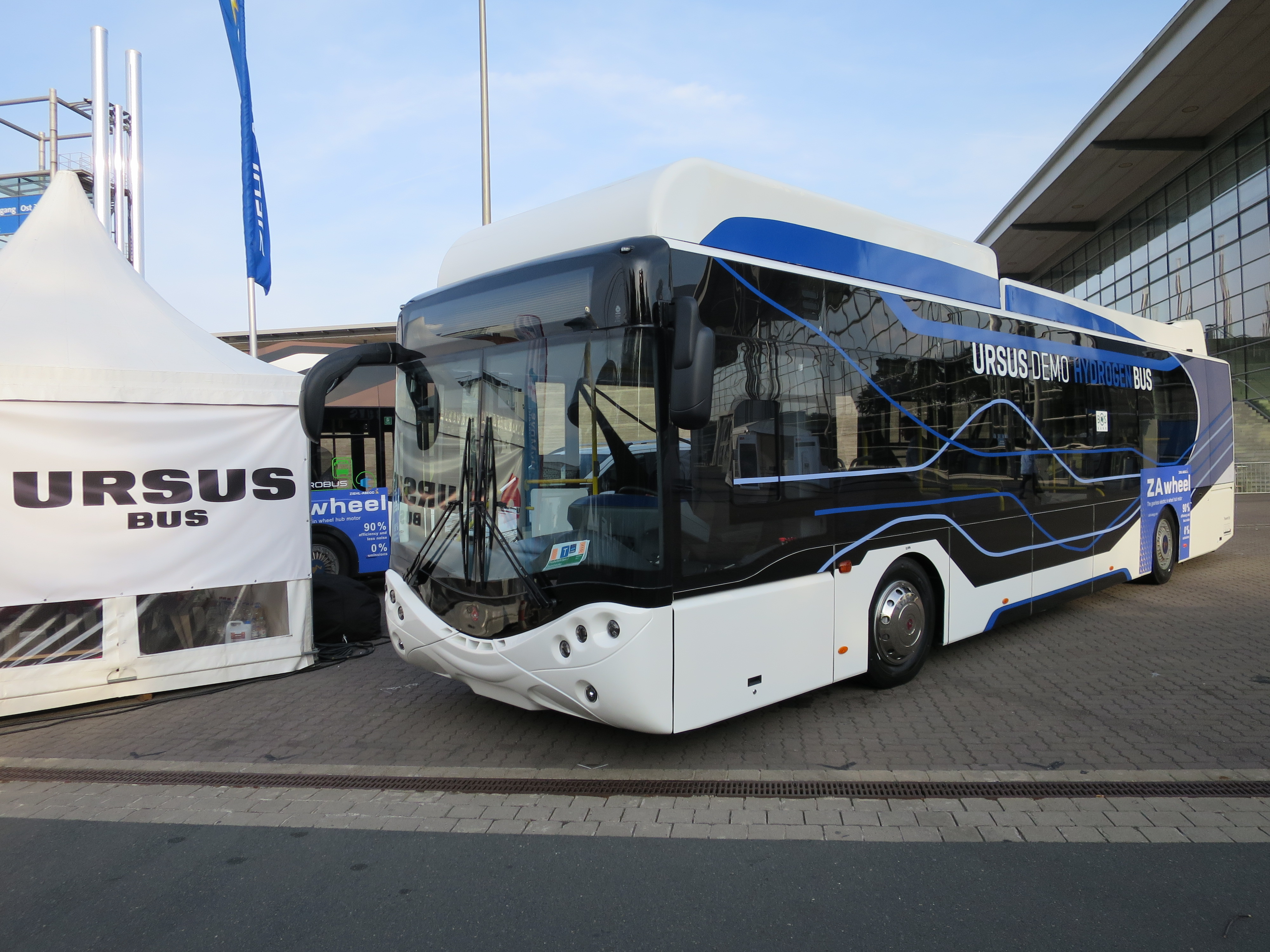
Ursus City Smile

Ursus Bus ist ein polnischer Hersteller von Straßenbahnen und Omnibussen. Das Hauptaugenmerk liegt jedoch auf der Produktion von emissionsfreien Fahrzeugen wie Batterie- und Oberleitungsbussen.
Hervorgegangen ist das in Lublin ansässige Unternehmen aus dem polnischen Aufbautenhersteller AMZ und dem polnischen Traktorenhersteller Ursus. Nach zwei Jahren Entwicklung verkaufte das Unternehmen auf dem heimischen Markt 2017 zwanzig Omnibusse. 2022 meldete die Muttergesellschaft Pol-Mot Insolvenz an.

## Elektrobusse
- Ursus Ekovolt – Elektro – Low-Entry-Bauweise, Länge 12 m
- Ursus City Smile 8.5E – Elektro – Low-Entry-Bauweise, Länge 8,5 m
- Ursus City Smile 10E – Elektro – Low-Entry-Bauweise, Länge 10 m
- Ursus City Smile 12E – Elektro – Low-Entry-Bauweise, Länge 12 m
- Ursus City Smile 18E – Elektro – Low-Entry-Bauweise, Länge 18 m

## Linienbusse mit Verbrennungsmotor
- Ursus City Smile 10M LF – Low-Entry-Bauweise, Länge 10 m
- Ursus City Smile 12M LF – Low-Entry-Bauweise, Länge 12 m

## Oberleitungsbusse
- Ursus T70116 – Low-Entry-Bauweise, Länge 12,5 m